# سلطانية حساء

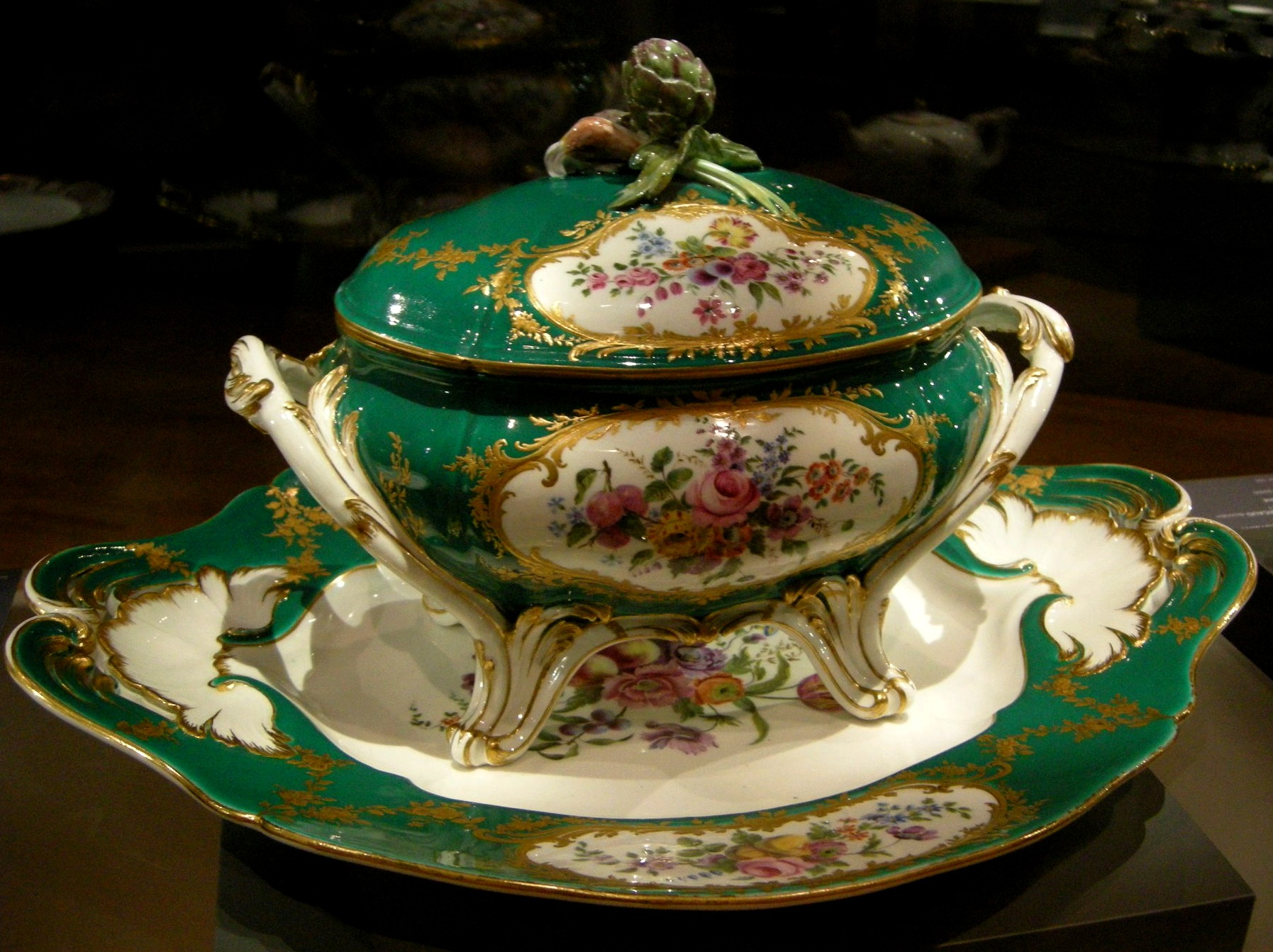
سلطانية حساء

سلطانية الشربة أو الحساء طبق تقديم للأطعمة مثل الحساء أو اليخنة، غالبًا ما يكون على شكل وعاء واسع عميق بيضاوي ذو مقابض ثابتة وغطاء مقبب منخفض ظهرت السلطانيات على مر القرون في أشكال مختلفة: مستديرة أو مستطيلة أو مصنوعة في أشكال خيالية مثل الحيوانات أو الطيور البرية

## الصور

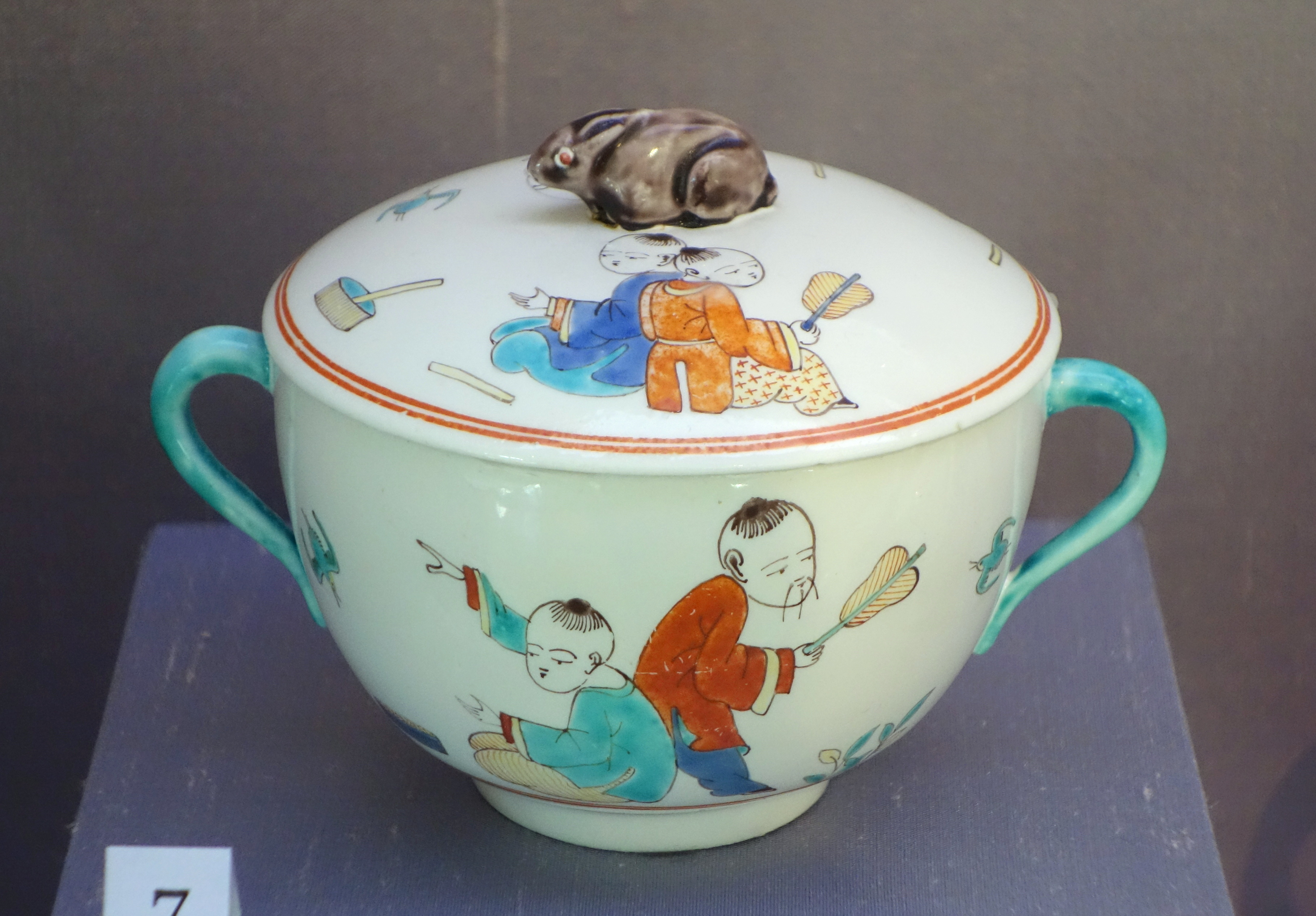
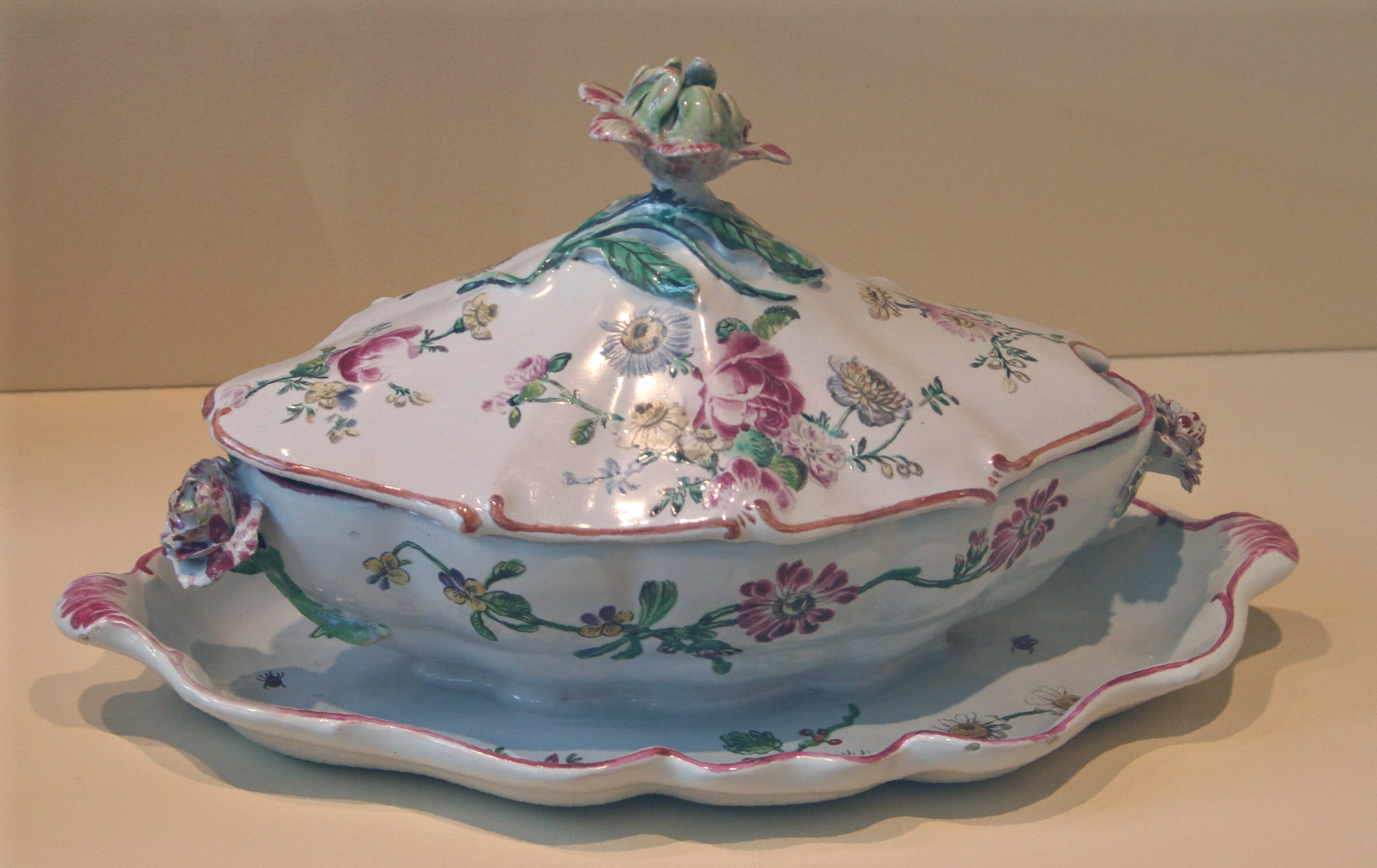
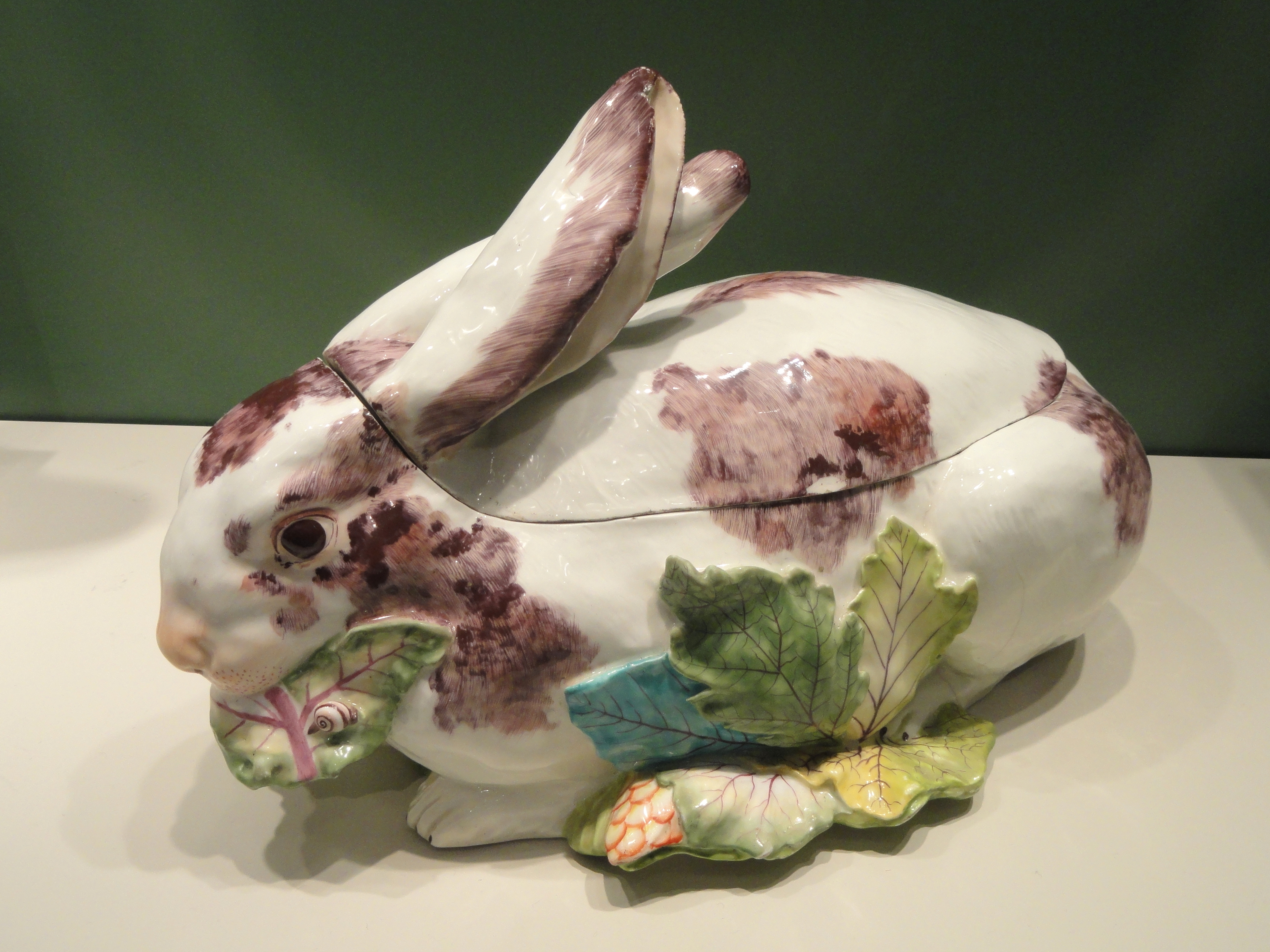
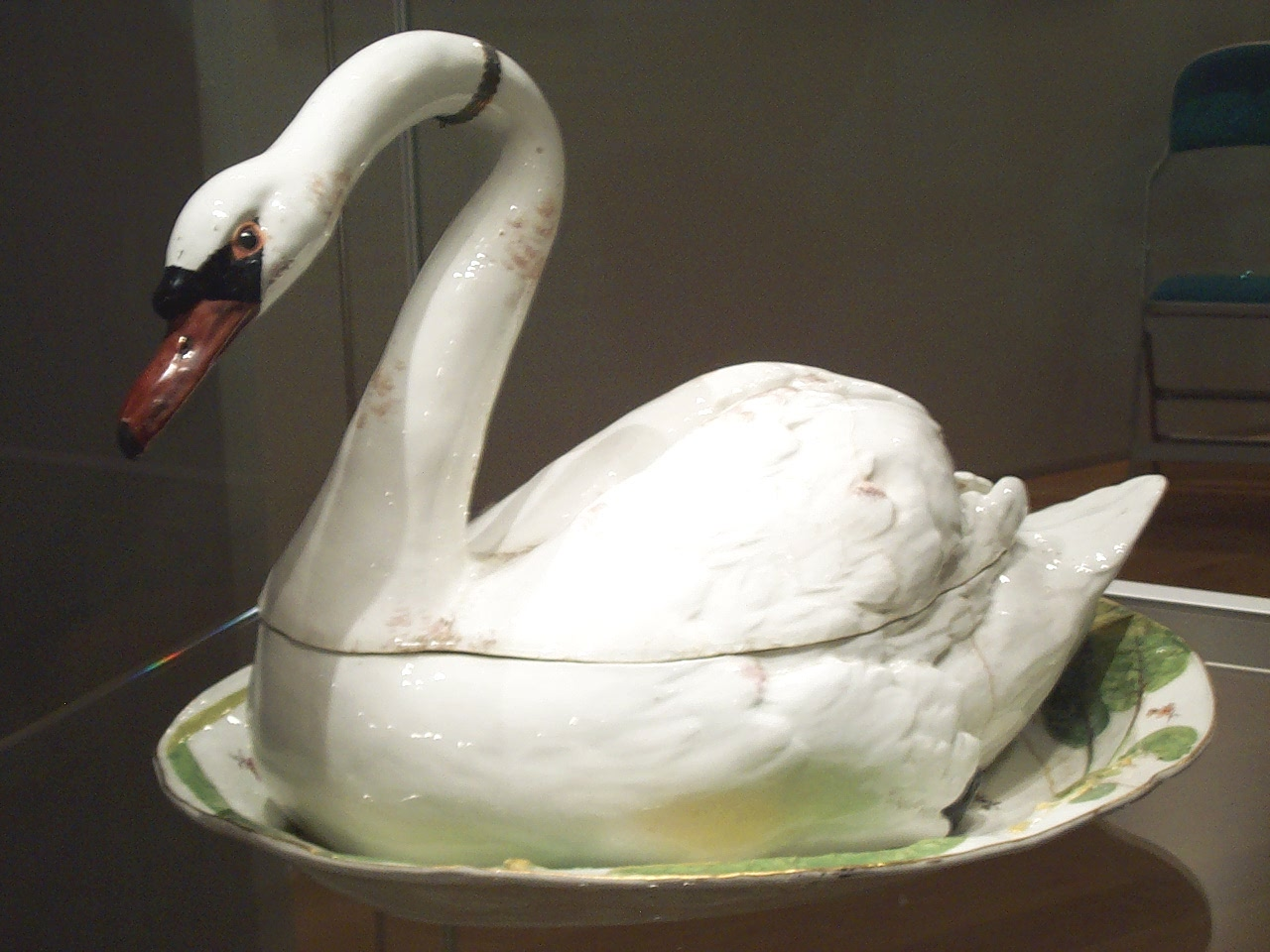
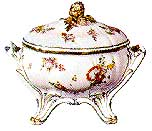
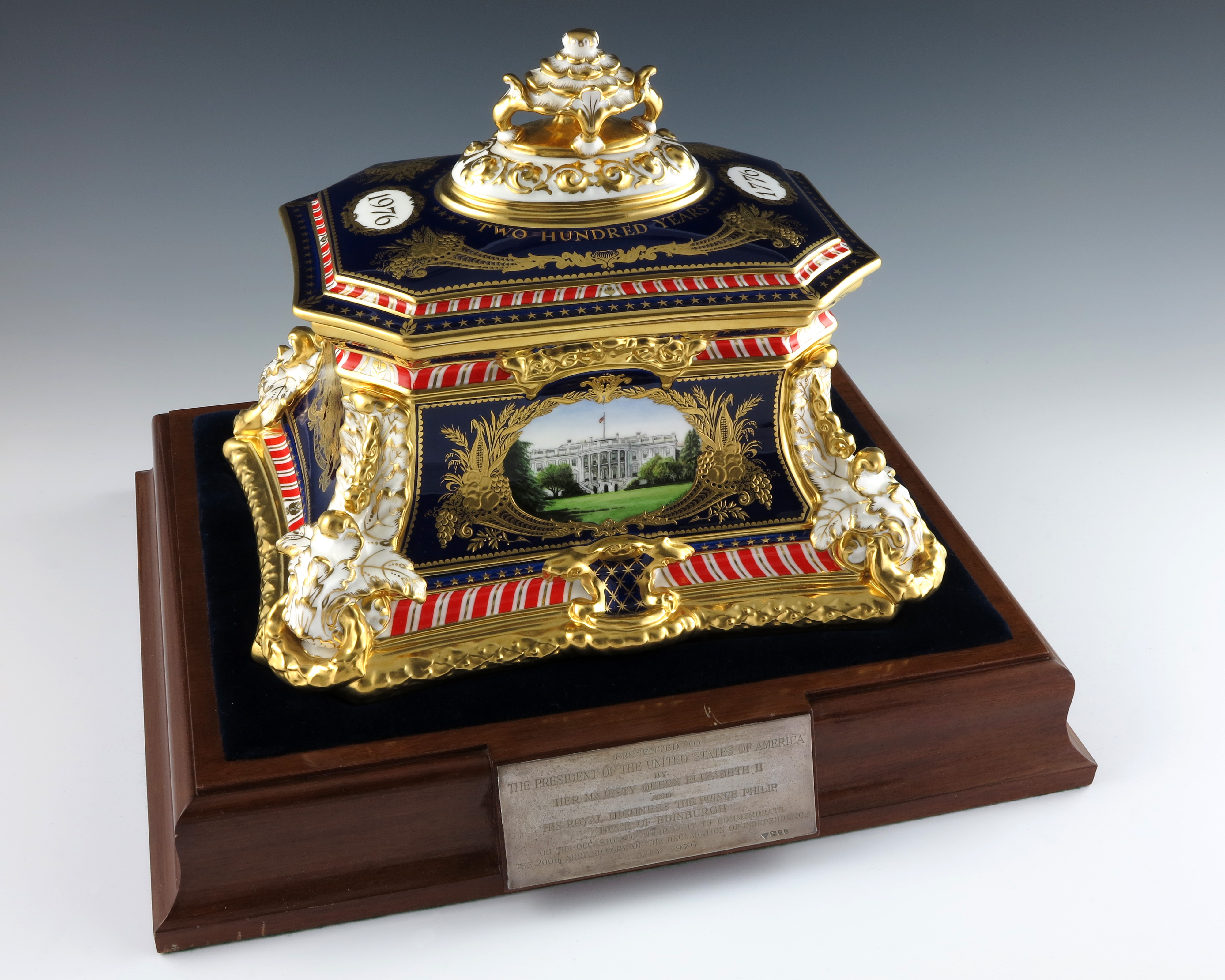